# آرثر بول (ممثل)
آرثر بول (بالألمانية: Arthur Pohl)‏ (و. 1900 – 1970 م) هو ممثل، ومخرج أفلام، وكاتب سيناريو ألماني، ولد في غورليتس، توفي في برلين، عن عمر يناهز 70 عاماً.

## جوائز
حصل على جوائز منها:

الجائزة الوطنية لجمهورية ألمانيا الديمقراطية

## وصلات خارجية
- آرثر بول على موقع IMDb (الإنجليزية)
- آرثر بول على موقع ألو سيني (الفرنسية)
- آرثر بول على موقع قاعدة بيانات الأفلام السويدية (السويدية)
- آرثر بول على موقع قاعدة بيانات الفيلم (الإنجليزية)
- آرثر بول على موقع كينوبويسك (الروسية)

- آرثر بول في قاعدة بيانات الأفلام على الإنترنت